# ドナ・カポニ
ドナ・カポニ・バーンズ（Donna Caponi-Byrnes、1945年1月29日 - ）はミシガン州デトロイト出身のアメリカ合衆国の女子プロゴルファー。

## 来歴
クラブ専属プロの娘として生まれたカポニは8歳からゴルフを始め、1965年、20歳の時にプロに転向しLPGAツアーに参戦した。以来メジャー大会4勝を含む通算24勝をあげた。
1969年の初優勝まで4年を要したが、それはLPGAメジャー大会の一つ全米女子オープンという大舞台での勝利であった。最終ホールで劇的なバーディーを奪い、最終日を69というスコアであがったカポニは1打差で勝利をものにした。翌1970年には、彼女以前にはミッキー・ライトしか達成していなかった全米女子オープン連覇を成し遂げた。
カポニは1968年から1981年にかけて10回年間賞金ランキングトップ10入りを果たし、1976年と1980年には2位になっている。2001年に世界ゴルフ殿堂入り。2006年7月29日、長年のボーイフレンドであったエドワード・"テッド"・バーンズ (Edward "Ted" Byrnes) と結婚。2009年現在ザ・ゴルフ・チャンネルのチャンピオンズツアー中継番組でアナウンサーを務めている。

## LPGAツアーの優勝歴
通算24勝。太字はメジャートーナメント大会。
- 1969年：全米女子オープンなど2勝
- 1970年：全米女子オープンなど2勝
- 1973年：1勝
- 1975年：2勝
- 1976年：ピーター・ジャクソン・クラシック†、LPGA美津濃クラシックなど4勝
- 1978年：2勝
- 1979年：全米女子プロゴルフ選手権の1勝
- 1980年：コルゲート・ダイナ・ショア大会† など5勝
- 1981年：全米女子プロゴルフ選手権など5勝

† いずれもメジャー大会に昇格する以前の勝利である。

## LPGAメジャー大会の成績
| トーナメント               | 1965 | 1966 | 1967 | 1968 | 1969 | 1970 | 1971 | 1972 | 1973 | 1974 |
| -------------------------- | ---- | ---- | ---- | ---- | ---- | ---- | ---- | ---- | ---- | ---- |
| クラフト・ナビスコ選手権 † | ...  | ...  | ...  | ...  | ...  | ...  | ...  | ...  | ...  | ...  |
| 全米女子プロゴルフ選手権   | T15  | 28   | 13   | 11   | T6   | T26  | T23  | CUT  | T4   | T10  |
| 全米女子オープン           | 20   | T18  | T23  | T23  | 1    | 1    | T3   | T25  | T25  | T7   |
| デュモーリエ・クラシック ^ | ...  | ...  | ...  | ...  | ...  | ...  | ...  | ...  | ...  | ...  |

| トーナメント             | 1975 | 1976 | 1977 | 1978 | 1979 | 1980 | 1981 | 1982 | 1983 | 1984 |
| ------------------------ | ---- | ---- | ---- | ---- | ---- | ---- | ---- | ---- | ---- | ---- |
| クラフト・ナビスコ選手権 | ...  | ...  | ...  | ...  | ...  | ...  | ...  | ...  | T15  | T14  |
| 全米女子プロゴルフ選手権 | 4    | T4   | T7   | T6   | 1    | T3   | 1    | T28  | T57  | CUT  |
| 全米女子オープン         | T16  | CUT  | 8    | T6   | T8   | T4   | T6   | T21  | WD   | T50  |
| デュモーリエ・クラシック | ...  | ...  | ...  | ...  | T11  | 3    | T17  | T3   | T30  | T66  |

| トーナメント             | 1985 | 1986 | 1987 | 1988 | 1989 | 1990 | 1991 | 1992 |
| ------------------------ | ---- | ---- | ---- | ---- | ---- | ---- | ---- | ---- |
| クラフト・ナビスコ選手権 | T13  | T64  | T22  | CUT  | CUT  | 72   | CUT  | CUT  |
| 全米女子プロゴルフ選手権 | T49  | DNP  | T41  | CUT  | DNP  | DNP  | DNP  | DNP  |
| 全米女子オープン         | T39  | CUT  | DNP  | DNP  | DNP  | DNP  | DNP  | DNP  |
| デュモーリエ・クラシック | T37  | CUT  | T48  | DNP  | DNP  | DNP  | DNP  | DNP  |

† 現在クラフト・ナビスコ選手権として知られているこのトーナメントは1972年 - 81年までコルゲート・ダイナ・ショア大会、1982年 - 99年までナビスコ・ダイナ・ショア大会であった。2000年にナビスコ選手権になり、2002年に現在の名称となった。

^デュモーリエ・クラシックは1979年 - 1983年まではピーター・ジャクソン・クラシックであった。

DNP = 出場せず

CUT = 予選落ち

WD = 棄権

... = メジャー大会ではなかった

"T" = 複数の選手と順位を分け合った（タイ）

グリーン地は優勝、黄色地はトップ10入りを表している。